# 프라이펙투스 안노나이

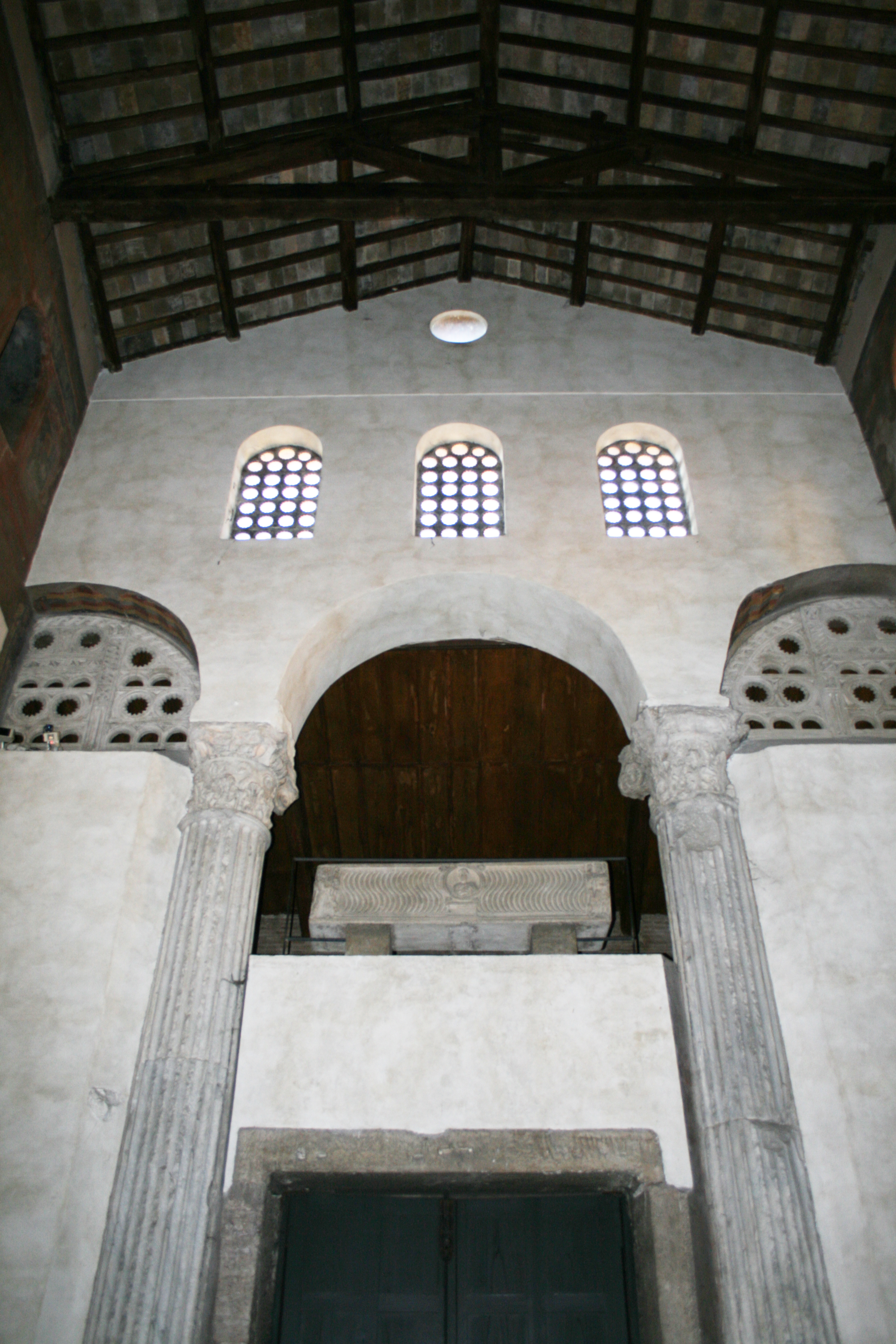
현재 로마의 산타 마리아 인 코스메딘 교회의 일부로 있는 '스타디오 안노나이'의 기둥. 또 다른 스타디오 안노나이는 발비의 묘소에 위치했다.

프라이펙투스 안노나이(praefectus annonae, "보급 정무관") 또는 프라이펙투스 레이 프루멘타리아이(praefectus rei frumentariae, 곡물 공급 정무관)은 도시 로마의 곡물 공급을 감독하는 직책을 맡았던 로마의 직책이다. 공화정 시절에는 일반적으로 조영관이 해당 업무를 맡았었다. 하지만 긴급 상황 또는 예외적으로 곡물이 부족한 상황에 이를 때는, 누군가가 해당 직위로 선출되어 도시 전체에 식량을 공급하는 책임을 맡았다.
스푸리우스 마일리우스를 고발했었던 루키우스 미누키우스 아우구리누스가 이 직책을 최초로 맡았으며 기원전 439년부터 수행했다. 기원전 60년대 초 기간, 해적들에 의한 오스티아항의 약탈이 벌어지고 나서, 폼페이우스가 프라이펙투스 안노나이를 맡게 되었다. 기원전 7년경, 초대 로마 황제 아우구스투스는 이 선을 따랐으며, 스스로에게 이 권한을 부여한 뒤에, 매년 두 명의 전직 법무관을 임명하여 이 직무를 수행하도록 규정했다. 아우구스투스는 조영관이 갖고 있던 권한을 이 직위로 이전시켰고, 이 지위를 지닌 모든 자들은 기사 계급이도록 규정했다. 아우구스투스는 또한 프라이펙투스 안노나이가 '아드유토르'(adjutor, 2세기부터는 수브프라이펙투스로 명명)의 보조를 받도록 했다. 이후, 아우구스투스는 프라이펙투스들이 집정관 지위의 인물이도록 규정했다. 아우구스투스 재위 이후, 보통 한 사람이 이 직위를 맡았으며, 종종 몇 년 동안 이 직무를 수행했다. 이 직위는 로마 제국 멸망 때까지 지속됐다.
후대 로마 제국 기간, 추가적인 '프라이펙투스 안노나이'가 로마로 공급되는 곡물의 주요 원산지 두 곳인 알렉산드리아 (이집트)와 아프리카 속주 등에 설치되었다.

## 알려진 '로마의 프라이펙투스 안노나이' 목록
The entries from 서기 14년부터 337년까지 목록은 데쉬라크의 'La préfecture de l'annone, service administratif impérial d'Auguste à Constantin'을 기반으로 한다.
- 가이우스 투라니우스 (서기 14–48년)
- 폼페이우스 파울리누스 (49년경–54년)
- 파이니우스 루푸스 (55년–62년)
- 가이우스 포파이우스 사비니아누스 (62–65년경)[3]
- 아리우스 바루스 (70년)
- 가이우스 발레리우스 파울리누스 (71년경–73년)[4]
- 루키우스 율리우스 우르수스 (74년경–76년)
- 가이우스 테티우스 카시아누스 프리스쿠스 (?76년–79/80년)
- 루키우스 라베리우스 막시무스 (80년경–82년)
- 마르쿠스 메티우스 루푸스 (88년 이전)
- 클라우디우스 아테노도루스 (95년경)
- 가이우스 미니키우스 이탈루스 (95년과 100년 사이)
- 세르비우스 술피키우스 시밀리스 (103년과 107년 사이)
- 마르쿠스 루틸리우스 루푸스 (107년과 111년 사이)
- 클라우디우스 율리아누스 (118년과 138년 사이)[a]
- 가이우스 유니우스 플라비아누스 (138년경)
- 루키우스 발레리우스 프로쿨루스 (142년–144년)
- 마르쿠스 페트로니우스 호노라투스 (144년과 147년 사이)
- 티베리우스 클라우디우스 세쿤디누스 루키우스 스타티우스 마케도 (147년 이후)
- 루키우스 볼루시우스 마이키아누스 (150년대)
- 퀸투스 바이에누스 블라시아누스 (150년과 161년 사이)[b]
- 티투스 푸리우스 빅토리누스 (159년 이전)
- 티투스 플라비우스 티티아누스 (161년과 164년 사이)
- 울피우스 사투르니누스 (166?년)
- 티투스 플라비우스 피소 (177년경)
- 루키우스 율리우스 베힐리우스 그라투스 율리아누스 (189년까지)
- 파피리우스 디오니시우스 (189년–190년)
- 클라우디우스 율리아누스 (201년경)
- 퀸투스 마르키우스 디오가 (211년과 217년 사이)
- 클라우디우스 (218년경)
- 도미티우스 울피아누스 (222년 3월 31일- 222년 12월 1일)
- 가이우스 아티우스 알키무스 펠리키아누스 (3세기 전반기)
- 카이키나 라르구스 (250년 2월 1일)
- 플라비우스 아라비아누스 (270년과 275년 사이)
- 호스틸리우스 안티파테르 (268년과 328년 사이)
- 플라비우스 도미티아누스 (3세기 말 – 4세기 초)
- 마닐리우스 루스티키아누스 (307년 또는 309–310년)
- 스크리보니우스 (286년과 312년 사이)
- 아우렐리우스 빅토리아누스 (313?년)
- 가이우스 카일리우스 사투르니누스 (312년 이후)
- 프로푸투루스 (318년–319년)
- 마스티키아누스 (326년)
- 네라티우스 케레알리스 (328년)
- 루키우스 크레페레이우스 마달리아누스 (337년–341년)
- 마르쿠스 마이킬리우스 멤미우스 푸리우스 바부리우스 카이킬리아누스 플라키두스 (340년 이전)
- 루키우스 아우렐리우스 아비아니우스 심마쿠스 (340년–350년)
- 안티오쿠스 (350년–400년)
- 푸블리우스 아티우스 클레멘티누스 (350년–400년)
- 플라비우스 헤시키우스 (361년–363년)
- 막시무스 (365년)
- 율리아누스 (366년)
- 아우렐리아누스 (367년)
- 막시미누스 (368년–370년)
- 우르시키누스 (372년 )
- 셈프로니우스 파우스투스 (375년–378년)
- 프로쿨루스 그레고리우스 (377년)
- 헤르쿨리우스 (383년–388년)
- 니케티우스 (385년)
- 라고니우스 빙켄티우스 켈수스 (389년 이전)
- 누메리우스 프로옉투스 (393년–394년)
- 카이킬리아누스 (396년–397년)
- 페트로니우스 (400년–500년)
- 아콜리우스 아비디우스 (400년–600년)
- 비탈리우스 (403년)
- 플라비우스 알렉산데르 크레스코니우스 (425년–450년)
- 아킬레스 (450년–550년)
- 사비누스 (522년)
- 파스카시우스 (533년–537년)[c]

## 알려진 프라이펙투스 안노나이 우르비스 알렉산드리아이 목록
- 클라우디우스 (349년)
- 플라비우스 소테리쿠스 (350/450년)

## 알려진 프라이펙투스 안노나이 아프리카이 목록
- 아마빌리아누스 (315년-316년)
- 이시오도루스 (368/375년)
- 데메트리아누스 (369-372년)

## 참조
1. ↑  하드리아누스의 교서 수신자. 그 외의 것은 알려져 있지 않다.
2. ↑  Dating Blassianus here instead of c. 133, following Bastianini, "Lista dei prefetti d'Egitto dal 30a al 299p", p. 297, No. 1.
3. ↑  카시오도로스가 그에게 서신을 보냈다. 그는 '비르 스펙타빌리스' 507/511년의 재산 분쟁에 연루된 '비르 스펙타빌리스'와는 동일 인물이 아닐 것이다. 다음 참조 Martindale, John R., 편집. (1992). 《The Prosopography of the Later Roman Empire: Volume III, AD 527–641》. Cambridge: Cambridge University Press. 969쪽. ISBN 0-521-20160-8. and Martindale, John R., 편집. (1980). 《The Prosopography of the Later Roman Empire: Volume II, AD 395–527》. Cambridge: Cambridge University Press. 835쪽. ISBN 0-521-20159-4.

## 참고 문헌
- 티투스 리비우스의 '로마사'.
- 루키우스 카시우스 디오의 '로마사'
- Digesta, or Pandectae (학설휘찬).
- Barthold Georg Niebuhr, The History of Rome, Julius Charles Hare and Connop Thirlwall, trans., John Smith, Cambridge (1828).
- A. H. M. Jones & J. R. Martindale, eds., The Prosopography of the Later Roman Empire (abbreviated PLRE), Cambridge University Press (1971–1992).
- Guido Bastianini, "Lista dei prefetti d'Egitto dal 30a al 299p", in Zeitschrift für Papyrologie und Epigraphik, vol. 17 (1975).
- Henriette Pavis d'Escurac, La préfecture de l'annone, service administratif impérial d'Auguste à Constantin (Bibliothèque des Écoles françaises d'Athènes et de Rome, No. 226), École française de Rome, Rome (1976).
- Peter Eich, Zur Metamorphose des politischen Systems in der römischen Kaiserzeit. Die Entstehung einer „personalen Bürokratie“ im langen dritten Jahrhundert [On the metamorphosis of the political system in the Roman imperial period. The emergence of a ‘personal bureaucracy’ in the long third century]. Klio Beihefte, New Series, vol. 9. Berlin: Akademie-Verlag, ISBN 3-05-004110-2, esp. pp. 189-210.
- Andreina Magioncalda, "La carriera di l. Iulius Ursus e le alte prefetture equestri nel I sec. D.C.", in Cahiers du Centre Gustave Glotz, No. 23, pp. 113–129 (2012).